# Kojamo
Kojamo ist ein finnisches, auf Immobilien spezialisiertes Unternehmen. Es ist an der Börse Helsinki notiert und wird im Index OMX Helsinki 25 geführt.

## Geschichte
Gegründet wurde das Unternehmen 1969 unter dem Namen VVO. 1997 erfolgte ein Wandel der Rechtsform hin zur Gesellschaft mit beschränkter Haftung (LLC), 2001 hin zur Aktiengesellschaft (Plc). 2017 wurde das Unternehmen in Kojamo umbenannt.
Im Sommer 2018 erfolgte der Börsengang. In diesem Jahr war Kojamo die einzige Immobiliengesellschaft innerhalb des Landes, deren verwaltetes Vermögen im Bereich Immobilien die Summe von 5 Milliarden Euro überstieg. In einer Studie über den finnischen Immobilienmarkt 2019 wurde Kojamo im Segment des nicht subventionierten Mietwohnungsmarkts mit einem Bestand von 34.000 Wohnungen als größter Akteur benannt.
Zum Ende des Geschäftsjahres 2020 lag der Umsatz des Unternehmens bei 383,9 Millionen Euro, der Bestand bei knapp über 35.800 Wohnungen und der Fair Value der Immobilieninvestments bei 6,9 Milliarden Euro.